# توموهيكو هاشيموتو
توموهيكو هاشيموتو (باليابانية: 橋本友彦؛ مواليد 16 أغسطس 1977) هو مصارع ومُقاتل فنون قتالية مختلطة ياباني.

## وصلات خارجية
- توموهيكو هاشيموتو على موقع شيردوغ (الإنجليزية)
- توموهيكو هاشيموتو على موقع CageMatch worker (الإنجليزية)